# Cessna 441 Conquest II
De Cessna 441 Conquest II is een klein Amerikaans tweemotorig turboprop passagiersvliegtuig gebouwd door Cessna. Het toestel is geschikt voor 8-10 passagiers en voorzien van een drukcabine. Het vliegtuig was een doorontwikkeling van de Cessna 404 Titan. De 441 Conquest II maakte zijn eerste vlucht op 10 januari 1977.

## Ontwerp en historie

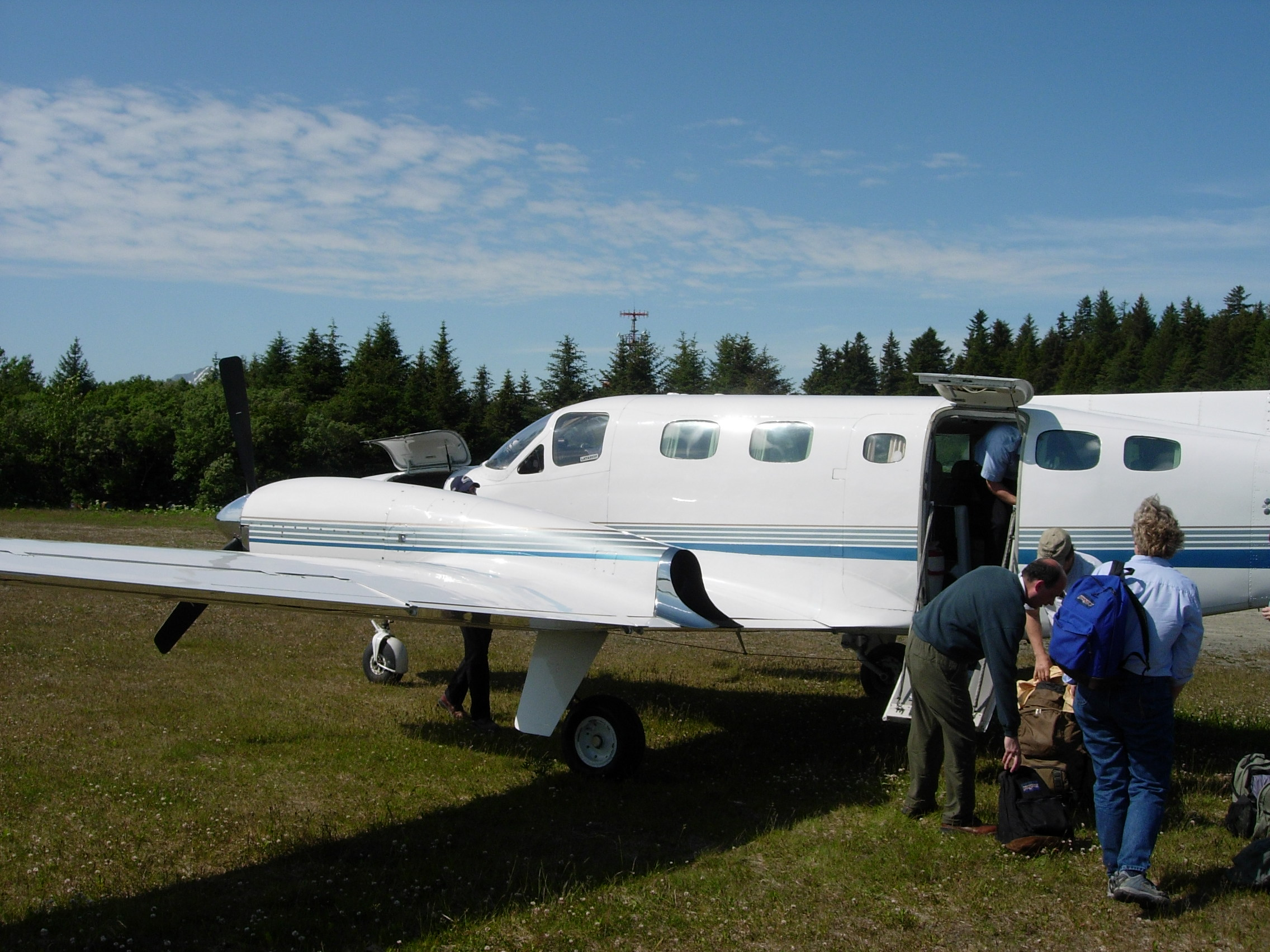
Cessna 441 geparkeerd op een grasbaan

Het ontwerp van de Cessna 441 turboprop was bedoeld om de leemte in de productrange op te vullen tussen de Cessna Citation I zakenjet en de twin-zuigermotor vliegtuigen van de Cessna 401 en 404 serie. Cessna ging hiermee direct de concurrentie aan met de Beechcraft King Air.
Vergeleken met een Beechcraft King Air 200 heeft de Conquest II een kleinere cabine, maar een hogere kruissnelheid en minder brandstofverbruik.
Er bestaat ook een kleinere versie van de 441 Conquest II, de Cessna 425 Conquest I met plaats voor 4-6 passagiers en met twee Pratt & Whitney turboprops van 450 pk.